# Winnica (condado de Plock)
Winnica es una villa en el distrito administrativo de Gmina Brudzeń Duży, en el condado de Płock, Voivodato de Mazovia, en la zona central-este de Polonia. Se encuentra a unos 3 km al norte de Brudzeń Duży, 20 km al nor-oeste de Płock, y 114 km al nor-oeste de Varsovia.